# 大手町 (沼津市)
大手町（おおてまち）は、静岡県沼津市に存在する町丁。現行行政地名は、大手町一丁目から大手町五丁目である。

## 地理
大手町は、沼津市の中心市街地の中に位置し、同市の第一地区に含まれる。当町内に同市の中心駅である沼津駅が存在し、近くに狩野川が流れる。周辺は西に添地町、南に町方町や上土町、東に三枚橋町、北に高島町や米山町と同市の他の町丁とそれぞれ接している。

## 世帯数と人口
2018年（平成30年）4月1日現在の世帯数と人口は以下の通りである。
| 丁目         | 世帯数  | 人口    |
| ------------ | ------- | ------- |
| 大手町一丁目 | 217世帯 | 444人   |
| 大手町二丁目 | 259世帯 | 453人   |
| 大手町三丁目 | 125世帯 | 203人   |
| 大手町四丁目 | 169世帯 | 279人   |
| 大手町五丁目 | 131世帯 | 235人   |
| 計           | 901世帯 | 1,614人 |

## 小・中学校の学区
市立小・中学校に通う場合、学区は以下の通りとなる。
| 丁目         | 番・番地等 | 小学校             | 中学校             |
| ------------ | ---------- | ------------------ | ------------------ |
| 大手町一丁目 | 5番        | 沼津市立第五小学校 | 沼津市立第五中学校 |
| 大手町一丁目 | その他     | 沼津市立第一小学校 | 沼津市立第一中学校 |
| 大手町二丁目 | 全域       | 沼津市立第一小学校 | 沼津市立第一中学校 |
| 大手町三丁目 | 全域       | 沼津市立第一小学校 | 沼津市立第一中学校 |
| 大手町四丁目 | 全域       | 沼津市立第一小学校 | 沼津市立第一中学校 |
| 大手町五丁目 | 全域       | 沼津市立第一小学校 | 沼津市立第一中学校 |

## 交通
- 鉄道路線では、JR東海の東海道本線と御殿場線が止まる沼津駅が、当町の一丁目に存在する。
- バス路線では、当町一丁目の沼津駅の南口と北口からバスが発着している（なお北口の一部分は高島町との境に位置する）。一丁目以外の当町の各丁内にも同駅（主に南口）発着のバスが通過している。主なバスは伊豆箱根バスや東海バスオレンジシャトルなどが、同駅から沼津港など各地域へ結んでいる。行き先や乗り場などの詳細は「沼津駅#バス路線」の項目を参照。
- 道路は、静岡県道では静岡県道52号沼津停車場線、静岡県道159号沼津港線、静岡県道162号沼津停車場東沢田線、静岡県道380号富士清水線（旧国道1号、東海道）が当町内をそれぞれ通っている。また、直接当町内には通っていないが、国道414号が当町と東隣の三枚橋町との境沿いを通っている。

## 周辺

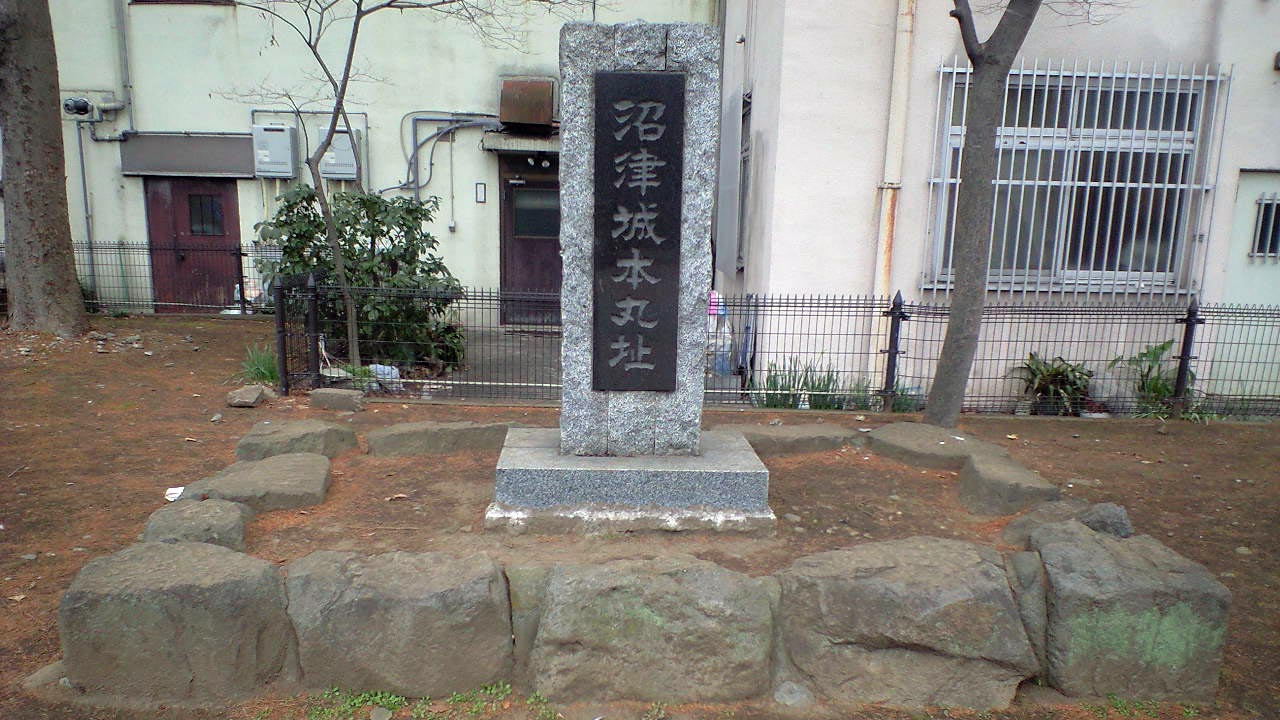
沼津城（三枚橋城）跡

- 一丁目
  - BiVi沼津
  - ふじのくに千本松フォーラム
- 三丁目
  - 沼津ラクーンよしもと劇場
  - 沼津グランドホテル
- 四丁目
  - 沼津城（三枚橋城）跡
  - 静岡銀行沼津支店
  - 三菱UFJ銀行沼津支店
- 五丁目
  - 沼津駅前郵便局
  - スルガ銀行沼津大手町出張所

## その他

### 日本郵便
- 郵便番号 : 410-0801[3]（集配局：沼津郵便局[7]）。

### 警察
町内の警察の管轄区域は以下の通りである。
| 番・番地等 | 警察署     | 交番・駐在所 |
| ---------- | ---------- | ------------ |
| 全域       | 沼津警察署 | 沼津駅前交番 |